# Каноя
Каноя (яп. 鹿屋市 Каноя-си) — город в Японии, находящийся в префектуре Кагосима. Площадь города составляет 448,33 км², население — 103 875 человек (1 августа 2014), плотность населения — 231,69 чел./км².

## Географическое положение
Город расположен на острове Кюсю в префектуре Кагосима региона Кюсю. С ним граничат города Тарумидзу, Кирисима, Соо и посёлки Осаки, Хигасикусира, Кинко, Кимоцуки.

## Население
Население города составляет 103 875 человек (1 августа 2014), а плотность — 231,69 чел./км². Изменение численности населения с 1980 по 2005 годы:
| 1980 | 100 005 чел. |  |
| 1985 | 102 653 чел. |  |
| 1990 | 103 761 чел. |  |
| 1995 | 105 059 чел. |  |
| 2000 | 106 462 чел. |  |
| 2005 | 106 208 чел. |  |

## Символика
Деревом города считается камфорное дерево, цветком — роза.